# Histoire des Végétaux Recueillis sur les Îles de France, la Réunion (Bourbon) et Madagascar
Histoire des Végétaux Recueillis sur les Îles de France, la Réunion (Bourbon) et Madagascar (abreviado Hist. Vég. Iles France) es un libro con ilustraciones y descripciones botánicas que fue escrito por el eminente botánico francés Louis Marie Aubert Du Petit-Thouars. Fue publicado en París  en el año 1804.